# Закалюкин, Виктор Дмитриевич
Виктор Дмитриевич Закалюкин (род. 26 декабря 1946, г. Ворошиловград — 21 февраля 2020) — советский украинский скульптор, член Национального союза художников Украины.

## Биография
Виктор Закалюкин родился 20 декабря 1948 г. в г. Ворошиловграде.
В 1977 г. окончил Луганское государственное художественное училище. Преподаватель — Г. Дидура.
С 1968 по 2000 гг. — на творческой работе в Луганском художественно-производственном комбинате ХФ Украины, работал в жанрах станковой, монументальной и монументально-декоративной скульптуры.
В 1988 г. принят в члены Национального союза художников Украины.
С 1977 г. участвовал в областных, всеукраинских художественных выставках.

## Творчество
«Пластическому мышлению В.Закалюкина присущи острое чувство формы, целостность её восприятия».

### Основные произведения
- памятный знак, посвящённый 150-летию образования Новоалександровского конезавода (Луганская обл., 1975, в соавторстве);
- «Механик Н. Бондаренко» (1977);
- декоративно-парковая скульптура «Невеста» (1980);
- «Молчание» (2000);

Декоративные композиции
- «Утро» (1982);
- «Ремонтники» (1983);
- «Прощание» (1985);
- «Кони» (1986);
- «Шахтер», «Разговор» (1987);
- «Плод» (1990);
- «В. Яскевич» (2007);

Монументальные композиции
- «Князь Игорь» (2003, в соавторстве);
- памятник «Воинам-интернационалистам», погибшим в Афганистане (Луганск, 2006, в соавторстве с К. Домненко);
- монумент «За державу» (памятник Павлу Луспекаеву в роли таможенника Верещагина из фильма Владимира Мотыля «Белое солнце пустыни», Луганск, 2011).